# Cornish Pirates
Maillots
Actualités
Dernière mise à jour : 1 juillet 2022.
Cornish Pirates  (cornique : An Vorladron Gernewek) est un club de rugby anglais fondé en 1945 et basé en Cornouailles. Le club joue actuellement dans The RFU Championship, c’est-à-dire la seconde division anglaise.
Comme son nom l'indique (les Pirates cornouaillais) Il s’agit d’un club régional plus que local, basé à Penzance.

## Histoire

### Les débuts du rugby en Cornouailles
Après l'apparition du rugby en Cornouailles à la fin du XIXe siècle, le Penzance RFC (en) est formé en 1876 et le Newlyn RFC (en) probablement en 1994. Des matchs avec une rivalité intense entre les clubs et les supporters ont inévitablement suivi. Il n'est donc pas surprenant que les rencontres aient été occasionnellement suspendues. Cependant, dans les années 1930, les relations se sont adoucies avec le sentiment que le rugby était plus important que la rivalité. Puis, vers la fin de la Seconde Guerre mondiale, il y avait un fort désir de fusionner les clubs.

### Premières années (1945-1990)
Le club issu de la fusion est nommé le Penzance and Newlyn RFC. Ce nouveau club, fondé en 1945, joue son premier match le 22 septembre 1945 contre le plus ancien club de rugby britannique, le Guy's Hospital FC, fondé en 1843. Le Penzance and Newlyn RFC est rapidement surnommé « The Pirates ».
L'équipe progresse rapidement et voit ses premiers joueurs sélectionnés en équipe d'Angleterre. En effet, en 1950 deux joueurs des Pirates, John Kendall-Carpenter et John "Ginger" Williams, sont sélectionnés. Plus tard, en 1969, Stack Stevens est appelé pour jouer avec le XV de la Rose pour jouer face à l'Afrique du Sud avant d'être le premier joueur des Pirates a rejoindre les Lions britanniques pour la tournée en 1971.

### Les années 1990: Le début de l'ascension
Au début des années 1990, Richard (Dicky) Evans, un homme d'affaires prospère basé au Kenya, un local qui avait joué pour le club dans les années 60, montre un intérêt pour le club de sa ville natale. Cet intérêt s'est transformé en passion et Dicky devenant le président du club et son principal bienfaiteur lors de l'avènement du professionnalisme.
À partir de l'arrivée de Richard Evans, le club gravit petit à petit les échelons du rugby anglais jusqu'à atteindre la deuxième division pour la saison 2003-2004 après avoir remporté le titre de Champion de D3 anglaise la saison précédente.

### LesCornish Pirates(depuis 2005)
Le club ambitionne désormais de se stabiliser en deuxième division avant de pouvoir ensuite monter en première division. Le club change alors de nom en 2005 et devient les Cornish Pirates (Pirates des Cornouailles). Puis il déménage plus loin dans le comté, dans un premier temps à Kenwyn, près de Truro et joue la saison 2005-2006 au Kenwyn Rugby Ground (en), avant de se relocaliser à nouveau la saison suivante à Camborne, une zone plus attractive afin de présenter un niveau de rugby plus élevé à des foules plus nombreuses et donc de confirmer l'ambition d'atteindre la Premiership.
Les Cornish Pirates participent à la première édition de la Coupe britannique et irlandaise (ou British and Irish Cup) durant la saison 2009-2010. Le club finit dans un premier temps premier de sa poule, en ne concédant qu'une seule défaite face au Leinster A en six matchs et se qualifient donc pour les phases finales de la compétition. En demi-finale, les Cornish Pirates affrontent les Doncaster Knights l'emportent largement sur le score de 43 à 5 et se qualifient donc pour la finale. En finale, ils affrontent les irlandais du Munster A où jouent notamment Peter O'Mahony, Conor Murray, David Kilcoyne ou encore Simon Zebo. La finale se joue au Recreation Ground de Camborne devant plus de 4000 spectateurs. Les anglais s'imposent 23 à 14 et remportent la première Coupe britannique et irlandaise de l'histoire.
Après 4 saisons à Camborne, la décision est prise de rentrer à Penzance, pour le début de la saison 2010-2011. Malgré ces importants changements, les Cornish Pirates ont tout de même atteint la finale du Championnat d'Angleterre de deuxième division à deux reprises en 2011 et 2012. Ils se sont cependant inclinés les deux fois face aux Worcester Warriors et au London Welsh.
Depuis 2012, les saisons sont consacrées à la consolidation du club. Pour être promu en Premiership, une équipe doit répondre à certaines exigences au niveau de leur stade. Cependant, la capacité du Mennaye Field (en) est trop faible pour y répondre. C'est pourquoi, au fil des ans, de nombreux plans ont été élaborés pour que les Pirates s'installent dans un nouveau stade, plus grand, qui réponde à ces exigences et leur permette d'atteindre leur objectif de promotion en première division. Le plus concret de ces plans est le projet de stade de Cornouailles, qui accueillerait à la fois les Pirates et le Truro City (en). Le projet de stade de Cornouailles a été financé par le Cornwall Council et n'attend plus qu'un financement de 3 millions de livres sterling de la part du gouvernement britannique pour que la construction puisse commencer, ce qui devrait être fait au printemps 2019.

## Identité visuelle

### Couleurs et maillots
Les couleurs du club sont le rouge, le noir et le blanc. Le noir et le blanc sont les couleurs du drapeau de Saint Piran, drapeau officiel des Cornouailles. Le Penzance and Newlyn RFC jouait traditionnellement en noir, blanc et rouge. Souvent les maillots avaient des rayures horizontales. Depuis que le club est devenu les Cornish Pirates, les couleurs et les rayures ont été gardées. De temps en temps, du jaune apparaît sur les maillots.

### Logo
À partir de 2005, le Penzance and Newlyn Rugby Football Club change d'identité et devient les Cornish Pirates. Ce changement de nom s'accompagne d'un changement de logo.
Le logo des Cornish Pirates représente un pirate avec en fond le drapeau de Saint Piran, drapeau officiel des Cornouailles. Le pirate est un symbole, en effet, dans l'imagerie populaire en Grande-Bretagne, les Cornouailles sont associées à la piraterie, d'où le surnom du club (The Pirates).

Évolution du logo
Logo depuis 2005

## Palmarès
Le tableau suivant récapitule les performances des Cornish Pirates dans les diverses compétitions anglaises et européennes.
| Compétitions nationales                                                                                              | Compétitions européennes                     |
| --- | -------------------------------------------- |
| Championnat d'Angleterre de D2 - Vice-champion (2) : 2011, 2012 Championnat d'Angleterre de D3 - Champion (1) : 2003 | British and Irish Cup - Vainqueur (1) : 2010 |

### Les finales du club

#### Championnat d'Angleterre de D2
| Date de la finale | Vainqueur          | Score | Finaliste       | Lieu de la finale          | Spectateurs |
| 18 mai 2011       | Worcester Warriors | 25-20 | Cornish Pirates | Sixways Stadium, Worcester | 12 024      |
| 23 mai 2012       | London Welsh       | 37-21 | Cornish Pirates | Mennaye Field, Penzance    | 3 205       |

#### British and Irish Cup
| Date de la finale | Vainqueur       | Score | Finaliste | Lieu de la finale           | Spectateurs |
| 16 mai 2010       | Cornish Pirates | 23-14 | Munster A | Recreation Ground, Camborne | 4 240       |

## Personnalités du club

### Effectif 2022-2023
| Nom              | Poste           | Nationalité sportive |
| ---------------- | --------------- | -------------------- |
| Will Crane       | Talonneur       | Angleterre           |
| Morgan Nelson    | Talonneur       | Pays de Galles       |
| Max Norey        | Talonneur       | Angleterre           |
| → Ollie Adkins   | Pilier          | Angleterre           |
| Jack Andrew      | Pilier          | Angleterre           |
| → Harvey Beaton  | Pilier          | Angleterre           |
| Matt Johnson     | Pilier          | Angleterre           |
| Hayden King      | Pilier          | Angleterre           |
| Marlen Walker    | Pilier          | Nouvelle-Zélande     |
| Steele Barker    | Deuxième ligne  | Angleterre           |
| Will Britton     | Deuxième ligne  | Angleterre           |
| → James Fender   | Deuxième ligne  | Pays de Galles       |
| Lewis Pearson    | Deuxième ligne  | Angleterre           |
| Cory Teague      | Deuxième ligne  | Angleterre           |
| Joshua Williams  | Deuxième ligne  | Angleterre           |
| Joe Elderkin     | Troisième ligne | Angleterre           |
| Alex Everett     | Troisième ligne | Pays de Galles       |
| Will Gibson      | Troisième ligne | Angleterre           |
| Jarrad Hayler    | Troisième ligne | Angleterre           |
| Seb Nagle-Taylor | Troisième ligne | Angleterre           |
| John Stevens     | Troisième ligne | Angleterre           |
| Rus Tuima        | Troisième ligne | Angleterre           |
| Olly White       | Troisième ligne | Pays de Galles       |
| Bear Williams    | Troisième ligne | Angleterre           |

| Nom              | Poste            | Nationalité sportive |
| ---------------- | ---------------- | -------------------- |
| Ruaridh Dawson   | Demi de mêlée    | Écosse               |
| Tom Kessell      | Demi de mêlée    | Angleterre           |
| Alex Schwarz     | Demi de mêlée    | Pays de Galles       |
| Harry Bazalgette | Demi d'ouverture | Angleterre           |
| Arwel Robson     | Demi d'ouverture | Pays de Galles       |
| Rory Parata      | Centre           | Irlande              |
| Garyn Smith      | Centre           | Pays de Galles       |
| Shae Tucker      | Centre           | Nouvelle-Zélande     |
| Tom Wyatt        | Centre           | Angleterre           |
| AJ Cant          | Ailier           | Angleterre           |
| Arthur Relton    | Ailier           | Angleterre           |
| Callum Sirker    | Ailier           | Angleterre           |
| Robin Wedlake    | Ailier           | Angleterre           |
| Carwyn Penny     | Arrière          | Pays de Galles       |
| Will Trewin      | Arrière          | Angleterre           |

### Staff
Pour la saison 2022-2023, le staff sportif est composé de :
- Manager : Matt Evans
- Entraîneurs : Gavin Cattle  et Alan Paver
- Entraîneurs adjoints : Louie Tonkin et Matt Jess
- Préparateur physique : James Owen
- Analyste des performances : Adam Watts

### Joueurs emblématiques
- John Kendall-Carpenter
- Stack Stevens
- Matt Evans
- Ed Fairhurst
- Aaron Carpenter
- Viliami Ma'asi
- Heino Senekal
- Patrick Schickerling